# Tomás Treviño de Sobremonte
Tomás Treviño de Sobremonte (Medina de Rioseco, 1592-Reino de México, 11 de abril de 1649) fue un mártir criptojudío. Nacido en España, Treviño huyó al Virreinato de Nueva España cuando tenía alrededor de 20 años. Allí practicó el judaísmo en secreto hasta ser descubierto y posteriormente fue ejecutado. Su desafío y negativa a aceptar el catolicismo lo han convertido en una figura importante en los estudios sobre los primeros judíos en América Latina, y se le considera una de las víctimas más conocidas de la Inquisición española.

## Biografía
Tomás Treviño de Sobremonte nació en 1592 en Medina de Rioseco, España. Se especula que tenía ascendencia portuguesa. Su padre, Antonio Treviño de Sobremonte, era un labrador cristiano y cuidador de la iglesia de Medina de Rioseco; su madre, Leonor Martínez de Villagómez, era una cristiana nueva que todavía practicaba en secreto el judaísmo. Treviño de Sobremonte fue bautizado al nacer y confirmado a los siete u ocho años. Estudió derecho canónico en la Universidad de Salamanca. Había sido paje en Medina de Rioseco; cuando otro paje lo llamó judío como insulto, mató al paje. Huyó de España hacia 1611 o 1612. Al morir su padre en 1619, su madre fue arrestada y murió en prisión en Valladolid. Tenía dos hermanos, Jerónimo y Francisco; Jerónimo fue torturado hasta dar con el paradero de Tomás.
Treviño de Sobremonte fue arrestado por primera vez en 1624 acusado de judaizar (practicar el judaísmo). Como confesó fácilmente haber practicado el judaísmo en secreto desde los catorce años, y según se informa, mostró signos de contrición y arrepentimiento, fue liberado al cabo de un año. Estuvo involucrado en el comercio. Se casó con María Gómez en 1629, en una boda supuestamente judía. Tuvieron seis hijos: Leonor, Rafael, Micaela, Gavriel, Salvador y Antonio, el último de los cuales murió siendo niño.
Fue acusado una vez más en 1638 de judaizar.
Él y su esposa fueron arrestados nuevamente en 1645. El castigo para aquellos que ya habían sido condenados una vez por practicar el judaísmo era la muerte. Treviño de Sobremonte y su esposa resolvieron morir juntos. Al principio se negó a admitir su culpabilidad; finalmente confesó e insistió en morir como judío.
Tomás Treviño de Sobremonte fue ejecutado en el auto de fe en el Reino de México, Virreinato de Nueva España, el 11 de abril de 1649. Antes de su muerte, se le ofreció la oportunidad de arrepentirse y aceptar el catolicismo. Se negó y fue quemado vivo en la hoguera en lugar de estrangularlo con un garrote vil, que se consideraba un castigo más misericordioso. Según el historiador mexicano Manuel Romero de Terreros, cuando los frailes franciscanos intentaron por última vez convencerlo de que aceptara el catolicismo, debido a las importantes contribuciones que realizaba a la iglesia y al gobierno colonial, él respondió: «Echen más leña, que mi dinero me cuesta». Su esposa, suegra, cuñado y cuñada fueron ejecutados con garrote vil y posteriormente quemados en la hoguera aproximadamente al mismo tiempo en el auto de fe en México. Sus hijos fueron asimilados al catolicismo.
Fue inmortalizado en el poema de Miguel de Barrios de 1683.
Su casa se conservó durante un tiempo como monumento histórico, pero en 1923 estaba en ruinas.